# Ужара
Ужара́ (рос. Ужара, башк. Ужара) — присілок (у минулому селище) у складі Бірського району Башкортостану, Росія. Входить до складу Маядиковської сільської ради.
Населення — 69 осіб (2010; 86 у 2002).
Національний склад:
- марійці — 58 %
- башкири — 38 %